# Amistad
Amistad – amerykański dramat historyczny z 1997 roku w reżyserii Stevena Spielberga. Jest to filmowa opowieść o prawdziwych losach mieszkańców Afryki w roku 1839, uprowadzonych na statek handlarzy niewolników o nazwie „La Amistad”.

## Fabuła
Rok 1839: hiszpański żaglowiec La Amistad, dowodzony przez handlarzy niewolników, który miał na pokładzie jako ładunek ponad 40 młodych Afrykanów, płynął z kubańskiej Hawany do Puerto Príncipe.  Niewolnicy, którzy wywołali bunt na statku, opanowali go i zabili większość załogi. Buntownicy postanowili powrócić do Afryki, zmuszając pozostawionego przy życiu marynarza do sterowania statku na Wschód. W serii retrospekcji ukazywane są okoliczności, w jakich poszczególni Afrykanie znaleźli się w rękach handlarzy niewolników i jak wcześniej dotarli do Kuby – Spielberg niezwykle realistycznie przedstawił brutalność i śmierć, jakie spotykały porywanych ludzi z Afryki.
Na skutek podstępu hiszpańskiego marynarza, statek płynął początkowo na pełny Ocean Atlantycki, ale tuż przy wybrzeżach Afryki zawrócił i obrał kurs na wybrzeże USA. Po 3 miesiącach błądzenia po oceanie statek został zaatakowany przez jednostkę straży przybrzeżnej a następnie doholowany do portu.
Tam rozegrał się właściwy dramat niewolników, stający się horrorem politycznym, ponieważ o prawo do statku oraz znajdujących się na nim osób wszczęło sądowy spór kolejno kilka osób: marynarze Ruiz i Montes, którzy jako pierwsi weszli na statek po jego przybyciu do wybrzeży USA, następnie królowa Hiszpanii, Izabela II ogłosiła prawo własności do statku aż wreszcie rząd USA zgłosił swoje pretensje do La Amistad. Podczas całego sporu Afrykańczycy byli więzieni i groziła im śmierć. Dopiero zaangażowanie początkującego prawnika Baldwina, który nie potrafił dłużej biernie obserwować udręki uwięzionych niewinnie ludzi odmieniło bieg sprawy. Zaprzyjaźnia się on z  Afrykanami i z pomocą wpływowych polityków, w tym byłego prezydenta Stanów Zjednoczonych Johna Quincy Adamsa udaje mu się w końcu udowodnić, że przebywający na statku ludzie znaleźli się tam w wyniku przestępstwa. Chociaż niewolnictwo zostało zdelegalizowane i zabronione prawem, handlarze niewolnikami nadal uprawiali ten nielegalny proceder. Niewolnicy pochodzili z Sierra Leone tam zostali napadnięci i uwięzieni. Według prawa amerykańskiego mieli prawo do buntu na pokładzie statku w celu uwolnienia się z niewoli. W świetle ówczesnego prawa USA – nie byli czyjąkolwiek własnością i nie mieli do nich praw ani marynarze, ani królowa hiszpańska, ani rząd USA. Sprawa trafia ostatecznie do Sądu Najwyższego USA, który prawie jednogłośnie nakazuje uwolnienie ich i umożliwienie powrotu do Afryki.

## Obsada
- Morgan Freeman – Theodore Joadson
- Nigel Hawthorne – Martin Van Buren
- Anthony Hopkins – John Quincy Adams
- Djimon Hounsou – Cinque
- Matthew McConaughey – Baldwin
- David Paymer – sekretarz Forsyth
- Pete Postlethwaite – Holabird
- Stellan Skarsgård – Tappan
- Razaaq Adoti – Yamba
- Abu Bakaar Fofanah – Fala
- Anna Paquin – królowa Isabella II
- Tomás Milián – Calderon
- Chiwetel Ejiofor – Ensiign Covey
- Derrick N. Ashong – Buakei
- Geno Silva – Ruiz
- Harry Blackmun – sędzia Joseph Story

## Produkcja
Zdjęcia do filmu realizowane były na terenie Portoryka oraz amerykańskich stanów Kalifornia, Connecticut, Rhode Island i Massachusetts.